# River Foss
River Foss är ett vattendrag i Yorkshire, Storbritannien. I York mynnar den i River Ouse. 